# Shapeshifting
Shapeshifting è il diciassettesimo album in studio del chitarrista statunitense Joe Satriani, pubblicato nel 2020.

## Tracce
Testi e musiche di Joe Satriani.
1. Shapeshifting – 3:54
2. Big Distortion – 4:13
3. All for Love – 2:31
4. Ali Farka, Dick Dale, an Alien and Me – 3:42
5. Teardrops – 4:08
6. Perfect Dust – 3:30
7. Nineteen Eighty – 3:34
8. All My Friends Are Here – 3:24
9. Spirits, Ghosts and Outlaws – 3:22
10. Falling Stars – 3:41
11. Waiting – 2:36
12. Here the Blue River – 5:01
13. Yesterday's Yesterday – 2:47

## Formazione
- Joe Satriani – chitarra, banjo, tastiera, fischio, battimani
- Chris Chaney – basso, chitarra (traccia 10)
- Eric Caudieux – tastiera, percussioni, fischio, battimani
- Kenny Aronoff – batteria
- Lisa Coleman – piano (11, 13)
- Christopher Guest – mandolino (13)
- Jim Scott – percussioni, fischio, battimani